# Hale Asaf
Hale Asaf (nata Hale Salih; Istanbul, 1905 – Parigi, 31 maggio 1938) è stata una pittrice turca di origini georgiane, abcase e circasse.
Nipote di Mihri Müşfik Açba, la prima pittrice donna della Turchia, si distinse come una pioniera del cubismo turco, differenziandosi dagli altri artisti turchi del periodo, prevalentemente classici o impressionisti.

## Biografia
Hale Asaf nacque come Hale Salih nel 1905 a Istanbul. Era figlia di Salih Bey Asaf, presidente dell'allora Corte di Appello ottomana, e di Enise Hanim Açba Asaf, sorella minore della pittrice Mihri Müşfik Açba. 
Di salute fragile, a cinque anni dovette sottoporsi a un intervento al fegato, le cui complicazioni segnarono tutta la sua vita.  
Frequentò il liceo privato francese Notre Dame de Sion di Istanbul, dove imparò l'inglese e il francese.  
Nel 1919, allo scoppio della guerra d'indipendenza turca, venne inviata a Roma dalla zia Mihri Müşfik, che per prima la indirizzò verso la pittura. L'anno dopo, proseguì gli studi a Parigi con Namık İsmail, un artista amico di famiglia che fu anche mentore delle sorelle pittrici Şükriye e Tiraje Dikmen. Infine, si trasferì a Berlino, dove venne ammessa all'Accademia delle arti di Prussia, studiando sotto Arthur Kampf. Suo compagno di classe era Fikret Mualla Saygi, pittore turco bonderline che in seguito si innamorò di lei. Malgrado i problemi di salute, che richiesero un intervento ai polmoni, e famigliari, quando il padre abbandonò la famiglia per autoesiliarsi in Egitto, Hale proseguì gli studi con profitto e nel 1924 alcune sue opere furono fotografate per una rivista d'arte locale. In questo periodo iniziò a creare un suo stile personale sul modello cubista.  
Al termine della guerra rientrò a Istanbul, dove si iscrisse all'istituto d'arte İnas Sanayi-i Nefise Mektebi e divenne allieva di Feyhaman Duran e İbrahim Çallı. Alla morte di sua madre in Svizzera, a causa della tubercolosi, decise di cambiare il suo nome da Hale Salih a Hale Asaf in suo onore. Decise anche di accettare una borsa di studio offertale dal Ministero dell'istruzione per tornare in Europa, dove studiò all'Accademia delle belle arti di Monaco, sotto Lovis Corinth. Nel 1926, espose alcune opere alla mostra Galatasaray Exhibition. 

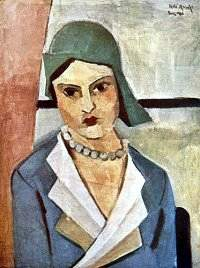
Autoritratto

Fra il 1927 e il 1928 studiò di nuovo a Parigi, all'Académie de la Grande Chaumière. I suoi insegnamenti furono André Lhote e İsmail Hakkı Oygar, noto ceramista turco da cui prese lezioni private e che poco dopo sposò. 
Dopo il matrimonio tornò col marito in Turchia, a Bursa, dove entrambi trovarono lavoro come insegnanti. Hale, in particolare, insegnò alla Girls' Normal School (una scuola preparatoria per maestre) e alla Necati Bey Girls' Art Institute (istituto artistico femminile). Nel 1929, lei e suo marito furono fra i fondatori del Müstakil Ressamlar ve Heykeltraşlar Birliği (Associazione pittori e scultori indipendenti). 

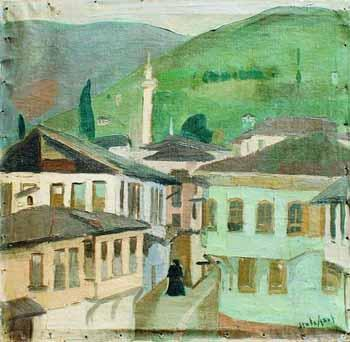
Veduta di Bursa

Avendo quasi sempre vissuto negli ambienti più cosmopoliti e moderni d'Europa, Hale trovò difficile adattarsi alla vita nella provinciale Bursa, arrivando addirittura a svenire dopo essere stata insultata da una folla la cui sensibilità era stata offesa dalle sue opere. Grazie a un amico, Mahmut Cûda, anche lui artista, riuscì a trovare un posto nella più occidentalizzata Istanbul, alla İstanbul Devlet Güzel Sanatlar Akademisi, ma la sua depressione peggiorò, tanto che nel 1931 lasciò il marito per tornare a Parigi, dove rincontrò e rifiutò il suo vecchio conoscente Fikret Mualla.  
Anche la sua salute fisica, intanto, continuava a deteriorarsi, costringendola a sottoposti nuovamente a diversi interventi chirurgici.   
A Parigi conobbe l'intellettuale italiano Antonio Aniante, di cui divenne in breve tempo l'amante, che le offrì un posto da direttrice alla Galerie-Librarie Jeune Europe da lui gestita. La galleria chiuse nel 1934 e Aniante, a causa della sua opposizione a Benito Mussolini, venne ostracizzato dal mondo culturale, causando il tracollo finanziario della coppia, che poté tirare avanti solo grazie a una commissione di 5.000 franchi pagata dal re Zog I di Albania per un suo ritratto realizzato da Hale.  
Hale Asaf morì di cancro a Parigi, il 31 maggio 1938.

## Eredità
I dipinti di Hale vennero conservati da Aniante dopo la sua morte, ma, attualmente, risultano quasi tutti dispersi: oltre a quelli che si sa essere stati distrutti durante la seconda guerra mondiale, di cui almeno una decina di ritratti e cinque paesaggi, in Turchia è stato possibile identificarne meno di una trentina, di cui circa due terzi conservati in collezioni private e il resto attualmente disperso.